# Élections législatives hongkongaises de 2012
Les élections législatives hongkongaises de 2012 se sont déroulées le 9 septembre 2012,